# Université d'architecture et de construction d'Azerbaïdjan
L’Université d'architecture et de construction d'Azerbaïdjan (L'UACA) est une université d'État située à Bakou, en Azerbaïdjan, spécialisée dans le génie civil et l'architecture. L'université a été créée en 1975.

## Histoire
L'UACA a débuté en 1920 en tant que faculté de construction au sein de l'Institut polytechnique de Bakou.
En 1975, l'Institut azerbaïdjanais de génie civil a été créé sur décision du Conseil des ministres de la RSS d'Azerbaïdjan. L'institut a reçu le statut d'université en 1992. Après la décision prise par le président azerbaïdjanais Heydar Aliyev le 13 juin 2000, le nom de l'université est devenu Université d'architecture et de construction d'Azerbaïdjan.

## Informations générales
Le personnel de 700 professeurs et enseignants prépare des ingénieurs spécialistes. Sur 700, 100 sont docteurs en sciences, plus de 400 sont candidats en sciences, maîtres de conférences et chefs d'établissement. L'université compte 42 départements. Ce sont des départements socio-politiques, humanitaires, des sciences communes, techniques et spécialisés. La base financière et technique de l'université se consolide d'année en année. La plupart des départements sont équipés d'installations modernes, d'ordinateurs et de laboratoires. Les étudiants ont la possibilité de passer du temps de qualité dans les loisirs. Il y a des clubs d'échecs, un stade sportif, une salle de concert et des cafés. L'université publie un journal qui reflète la vie universitaire. L'université a également une bibliothèque moderne qui contenait 2 salles de livres à louer, 3 salles de lecture, un cabinet d'architecture et un cabinet d'étudiants étrangers.

## Relations internationales
Les relations internationales de l'Université se font à travers les structures suivantes;
Doyenné d'étudiants étrangers
Facultés de préparation des étudiants étrangers
Département des relations internationales
Le doyenné des étudiants étrangers fonctionne depuis 1977 et vise à préparer des spécialistes pour les pays étrangers. Au cours de la dernière période, environ 1 000 étudiants de plus de 40 pays ont obtenu leur diplôme universitaire. Actuellement, environ 400 étudiants et aspirants de 15 pays du monde étudient à l'université. La Faculté d'Architecture de l'Université d'Architecture et de Construction d'Azerbaïdjan a reçu l'accréditation de 5 ans (Partie 1) de l'Institut Royal des Architectes Britanniques (RIBA), connu dans le monde entier dans le domaine de l'Architecture.

## Universités collaboratrices
L'Université d'architecture et de construction d'Azerbaïdjan collabore avec diverses universités de différents pays tels que la Russie, le Kazakhstan, l'Ouzbékistan, la Géorgie, l'Ukraine, la Corée du Sud, l'Iran, la Turquie, l'Égypte, l'Italie, l'Angleterre, l'Autriche, la France, l'Estonie, la République tchèque, l'Espagne, Pologne, Belgique et ainsi de suite.
| Pays         | Universités | Date                     |
| Russie       | Université d'État de géodésie et de cartographie de Moscou Université d'État de la construction de Moscou Université d'État d'architecture et d'ingénierie de Kazan Institut de recherche scientifique et de conception (branche de l'Oural) Université d'État d'architecture et de construction de Samara Université technique d'État de Saratov Université d'État d'architecture et de construction de Penza Université d'État d'architecture et de construction de Novossibirsk Institut d'architecture de Moscou Académie d'État d'architecture et d'art de Novossibirsk Université de construction d'État de Rostov Université fédérale de Sibérie Université d'État d'architecture et de construction de Tomsk Université technologique d'État pétrolière d'Ufa Université technique d'État de Tambov | 2011 2011 2012 2013 2014 |
| Kazakhstan   | Académie kazakhe leader de l'architecture et du génie civil | 2012                     |
| Ouzbékistan  | Université d'architecture et de construction de Tachkent | 2013                     |
| Géorgie      | Académie d'art d'État de Géorgie Université technique géorgienne | 2013 2014                |
| Ukraine      | Académie d'État d'architecture et de construction d'Ukraine Université nationale d'architecture et de construction de Kiev | 2011 2011                |
| Corée du Sud | Université nationale de Pusan en Corée du Sud Université de Konkuk | 2011 2012                |
| Iran         | Institut d'enseignement supérieur Iran Seraj Université de Tabriz | 2009 2009                |
| Turkey       | Université technique d'Istanbul Université Mimar Sinan Université Hacettepe Université de Gazi Université Atatürk Université Bartin Université d'Osmangazi Université technique du moyen orient Université technique de Yildiz | 2011 2011 2012 2013 2009 |
| Egypte       | Université du Caire |                          |
| Italie       | Université de Sapienza Université de Florence Politecnico di Torino Université Polytechnique de Turin Université de Pavie Université polytechnique de Milan Université Siegen | 2011 2012                |
| Angleterre   | Université de Northampton Université Anglia Ruskin France Université de Montpellier Université de Tallinn en Estonie | 2013 2014                |
| Autriche     | Université technique de Vienne | 2010                     |
| France       | Université de Montpellier | 2012                     |
| Estonie      | Université de Tallinn | 2012                     |